# Ramertshofen
Der Weiler Ramertshofen ist ein Gemeindeteil des Marktes Lauterhofen im Landkreis Neumarkt in der Oberpfalz.
Kirchlich gehört Ramertshofen zur Pfarrei Lauterhofen im Dekanat Habsberg.
Am 1. Mai 1978 wurde Gebertshofen mit Landnerhof, Muttenshofen, Ramertshofen, Reitelshofen und Ruppertslohe nach Lauterhofen eingemeindet. Der ehemalige Gemeindeteil Nonnhof wurde bereits am 1. Juli 1972 nach Alfeld eingemeindet.
In der amtlichen Liste eingetragene Baudenkmäler bestehen nicht.